# Dekanat Wieliczka
Dekanat Wieliczka – dawny dekanat rzymskokatolickiej archidiecezji krakowskiej. Dekretem księdza kardynała Stanisława Dziwisza z dnia 26 sierpnia 2014 został podzielony na dwa dekanaty: dekanat Wieliczka Wschód i dekanat Wieliczka Zachód.

## Parafie
W skład dekanatu wchodziło 15 parafii:
- parafia św. Apostołów Piotra i Pawła – Bodzanów
- parafia MB Pocieszenia – Czarnochowice
- parafia Niepokalanego Poczęcia NMP – Dobranowice
- parafia MB Częstochowskiej – Gorzków
- parafia Podwyższenia Krzyża Świętego – Janowice
- parafia Trójcy Przenajświętszej – Koźmice Wielkie
- parafia św. Michała Archanioła – Pawlikowice
- parafia MB Królowej Polski – Raciborsko
- parafia MB Częstochowskiej – Siercza
- parafia Pana Jezusa Dobrego Pasterza - Sygneczów
- parafia Niepokalanego Serca NMP – Strumiany (Kokotów)
- parafia Wniebowzięcia NMP – Sułków
- parafia św. Franciszka z Asyżu – Wieliczka
- parafia św. Klemensa – Wieliczka
- parafia św. Pawła Apostoła – Wieliczka

oraz 2 rektoraty:
- rektorat MB Różańcowej – Byszyce (prowadzony przez zakon michalitów[2])
- rektorat św. Sebastiana – Wieliczka

## Galeria

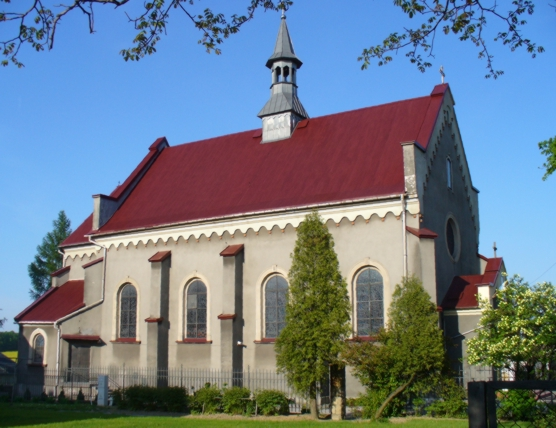
Kościół w Gorzkowie
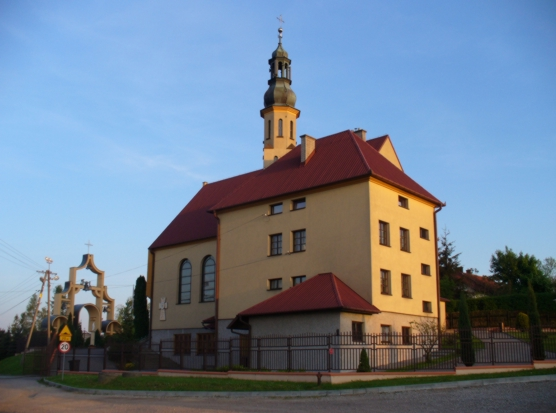
Kościół w Koźmicach Wielkich
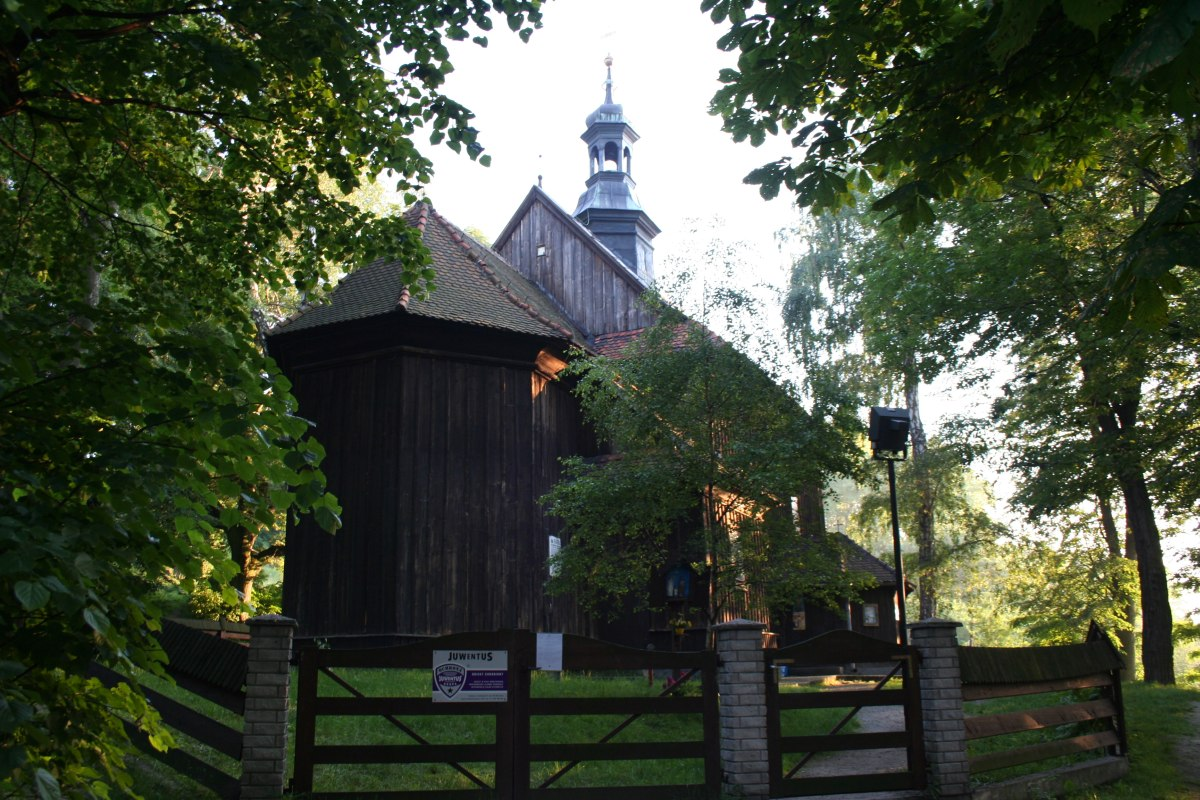
Kościół św. Sebastiana w  Wieliczce
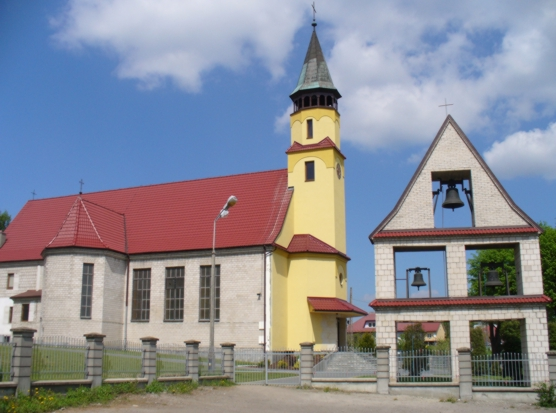
Kościół w Sygneczowie
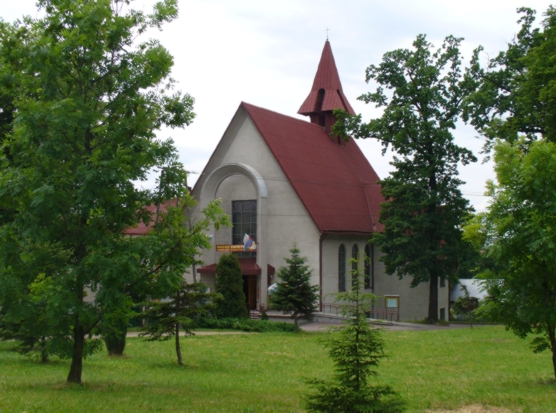
Kościół w Pawlikowicach
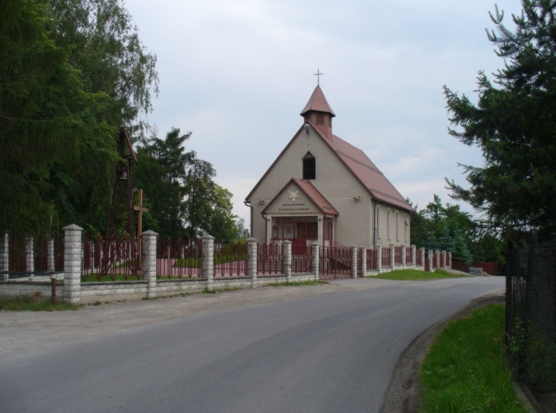
Kościół św. Floriana w Chorągwicy (parafia Pawlikowice
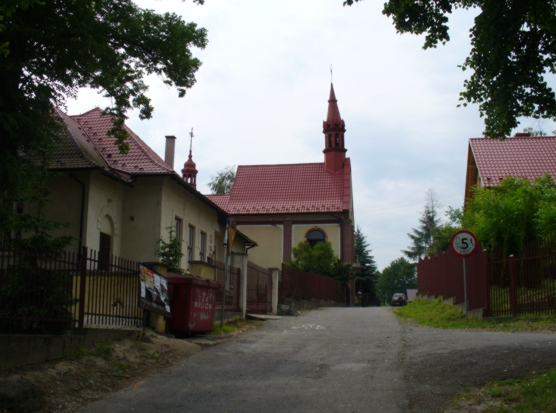
Kościół w Dobranowicach
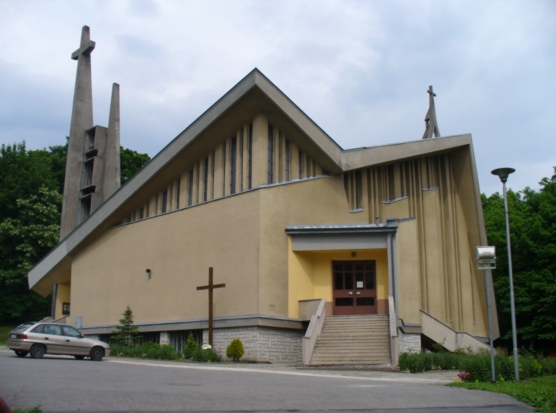
Kościół w Raciborsku
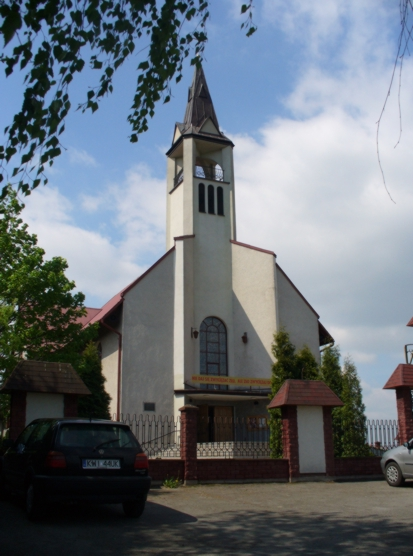
Kościół w Janowicach
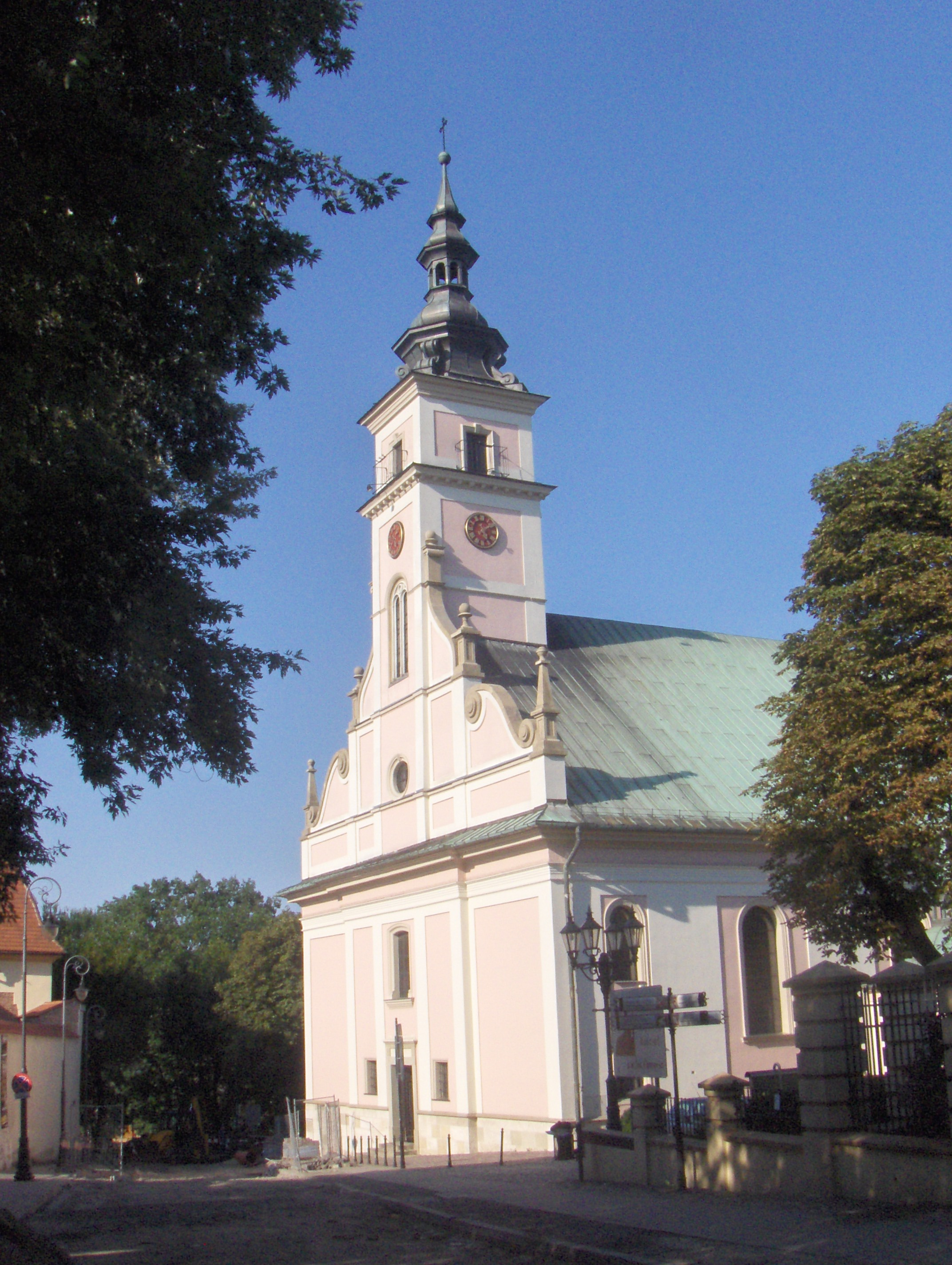
Kościół św. Klemensa w  Wieliczce

## Sąsiednie dekanaty
Dobczyce, Kraków-Podgórze, Kraków-Prokocim, Mogilany, Myślenice, Niegowić, Niepołomice